# Mercedes-Benz M153
La sigla Mercedes-Benz M153 (o Daimler-Benz M153) identifica un motore a scoppio prodotto tra il 1939 ed il 1943 dalla Casa tedesca Daimler-Benz per il suo marchio automobilistico Mercedes-Benz.

## Profilo e caratteristiche

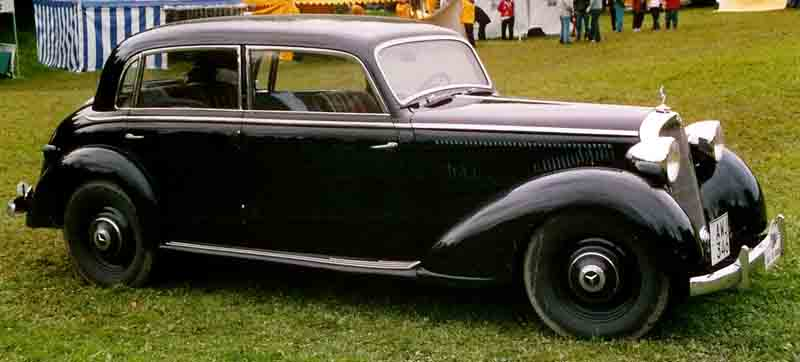
La Mercedes-Benz 230 del 1939 montava il motore M153

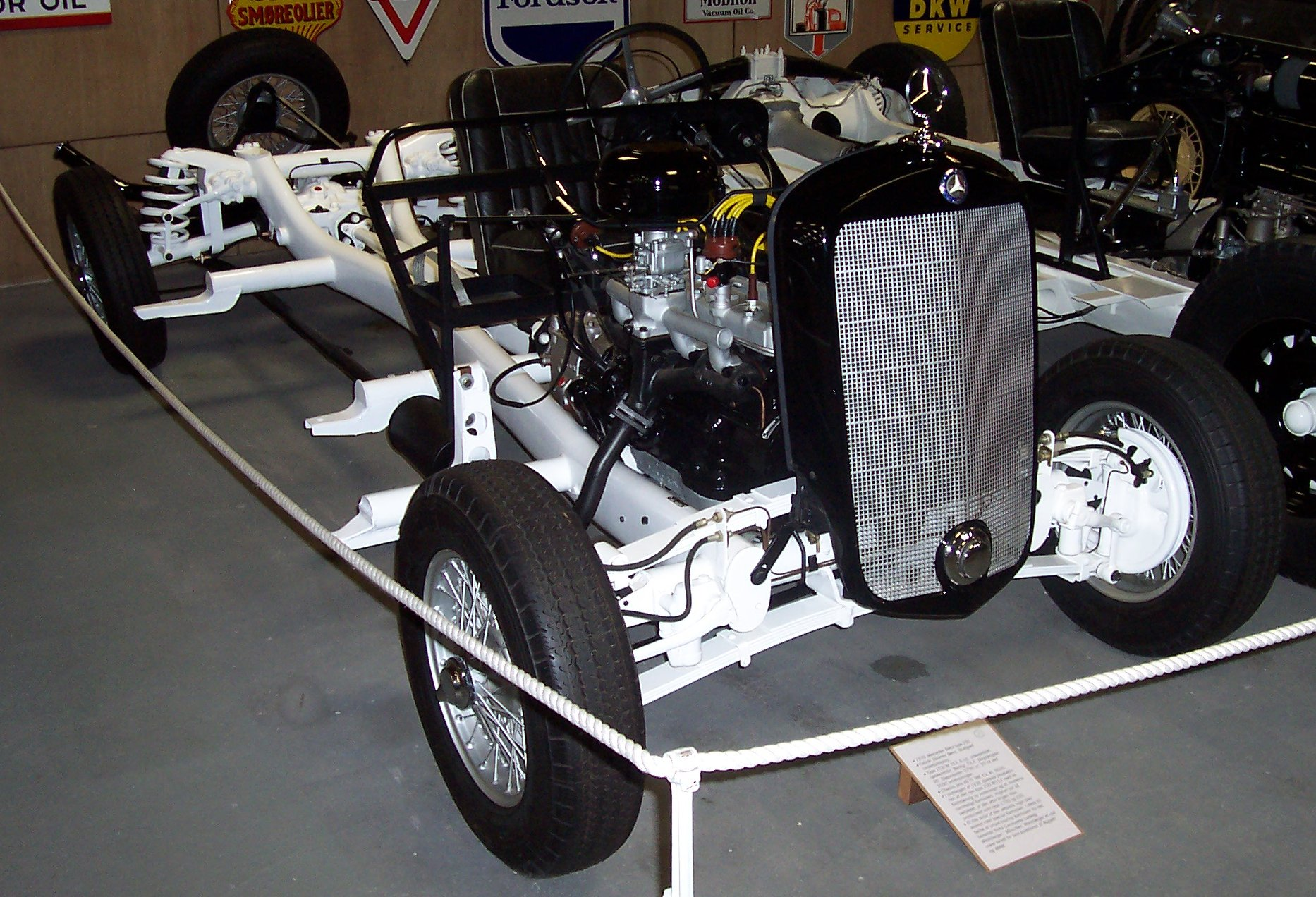
Telaio di una Mercedes-Benz 230, da cui si intravede anche il motore M153

Questo motore ha affiancato ed in seguito sostituito l'unità motrice M143 da 2.2 litri, della quale rappresenta la naturale evoluzione.  Rispetto al precedente M143, infatti, il motore M153 differisce in pratica per l'aumento del diametro dei cilindri, passato da 72.5 a 73.5 mm, con conseguente aumento di cilindrata da 2229 a 2289 cm³. Pressoché invariate le prestazioni. È quindi un motore da 2.3 litri, le cui caratteristiche generali sono riassunte di seguito:
- architettura a 6 cilindri in linea;
- basamento e testata in ghisa;
- monoblocco di tipo sottoquadro;
- alesaggio e corsa: 72.5x90 mm;
- cilindrata: 2289 cc;
- distribuzione a valvole laterali;
- rapporto di compressione: 6.6:1;
- alimentazione a carburatore;
- potenza massima: 55 CV a 3600 giri/min;
- applicazioni: Mercedes-Benz 230 W153 (1939-43).